# Cal Lleuger
Cal Lleuger és una casa de Maçanet de la Selva (Selva) inclosa a l'Inventari del Patrimoni Arquitectònic de Catalunya.

## Descripció
Edifici de planta rectangular, dues plantes i coberta de dues aigües a façana. Les obertures tenen emmarcaments de pedra i llindes horitzontals treballades amb motllures senzilles.
Constitueixen un conjunt de dos habitatges, un (nº87) de més ampli que l'altre (nº85). Tots dos tenen un parell o tres d'esglaons d'accés i el nº 87 té una mena de contrafort a la part central de la planta baixa. L'exterior està pintat de groc i, el basament, vermellós.